# Maria Mazzotta

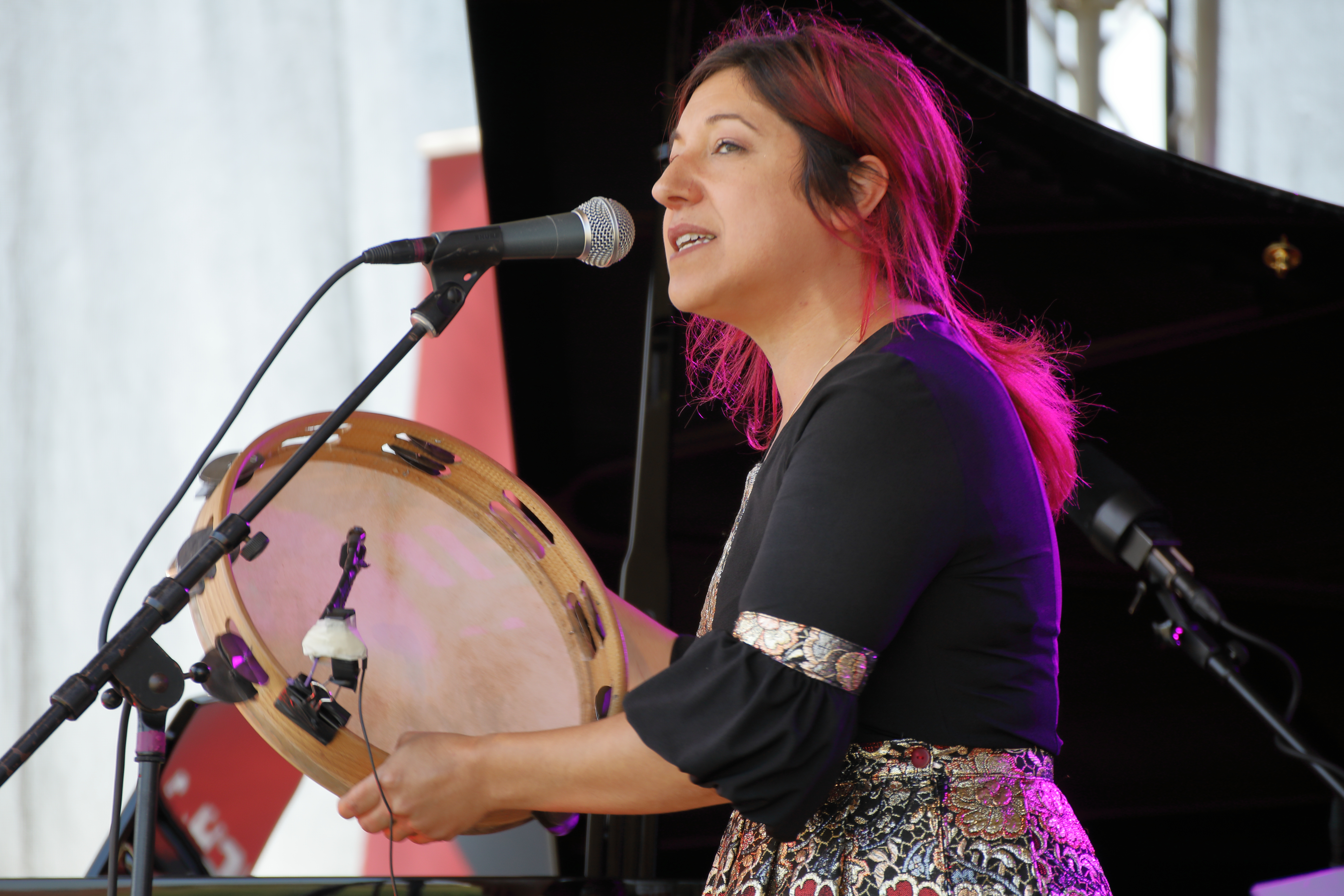
Maria Mazzotta

Maria Mazzotta (geboren 1982 in Lecce) ist eine italienische Sängerin. Sie gilt als Vertreterin des Genre Weltmusik.

## Leben und Wirken.
Maria Mazzotta absolvierte am Konservatorium von Lecce eine klassische musikalische Ausbildung als Pianistin und Harfenistin, konzentrierte sich dann auf den Gesang und die traditionelle Musik und beschäftigte sich mit den musikalischen Traditionen Griechenlands, Albaniens, Mazedoniens, Kroatiens, Rumäniens und Bulgariens und der Roma.
Sie singt im Dialekt des Salento. Von 2000 bis 2014 gehörte sie dem Ensemble Canzoniere Grecanico Salentino an, nahm mit dieser Formation sechs Alben auf und wurde auf bedeutende Festivals in ganz Europa eingeladen und verfügt über ein vielfältiges Repertoire.
Sie arbeitete mit Künstlern zusammen wie zum Beispiel Bobby McFerrin, Ibrahim Maalouf, Rita Marcotulli, Ballaké Sissoko, Roy Paci, Roberto Ottaviano und Bijan Chemirani. Mit dem albanischen Cellisten Redi Hasa bildete sie das Duo Hasa-Mazzotta, mit dem sie mehrere Alben veröffentlichte.
2020 erschien bei Agualoca Records das Soloalbum Amoreamaro mit zehn Titeln – begleitet auf der Ziehharmonika von Bruno Galeone aus Madagaskar. Es gelangte in den World Music Charts Europe auf Platz 3. In der Rangliste Transglobal World Music Charts erreichte es Platz 9. Mazzotta präsentierte das Album in einem Streaming Concert im Juli 2020 beim Haapavesi Folk Music Festival in Finnland. Zentraler Bestandteil des Albums sind Neuinterpretationen des Songs Tu non mi piaci più, der durch Gabriella Ferri zu einem Hit wurde, Lu pisci spada von Domenico Modugno, oder Rosa canta e cunta, ein Lied von Rosa Balistreri. Gegenstück waren zwei neue Lieder, gesungen im Dialekt ihrer Heimat, Nu me lassare [Verlass mich nicht] und amore/amaro [Bittre Liebe], der titelgebende Song im Stil des pizzica.
Maria Mazzotta lebt im Salento und in den französischen Pyrenäen.

## Diskografie (Auswahl)
- Ura. Mit Redi Hasa(Finis Terre; 2014)
- Novilunio. Mit Redi Hasa (Ponderosa Music & Art; 2017)

- Amoreamaro (Agualoca Records; 2020)
- Pulcinella & Maria Mazzotta: Grifone. Mit dem Ensemble Pulcinella (2021)

## Auszeichnung
- 2021: Preis der Internationalen Jury beim World Music Premio Andrea Parodi[4]